# Mabinogion
O Mabinogion é uma coletânea de manuscritos em prosa escritos em galês medieval. São parcialmente baseados em eventos históricos do início da Idade Média, mas que podem remontar a tradições da Idade do Ferro.

## Etimologia
O nome provém de um mal-entendido feito pela primeira tradutora inglesa do Mabinogion, Lady Charlotte Guest: ela encontrou em uma história a palavra galesa mabynogyon e assumiu que esta era a forma plural do galês mabinogi. A própria palavra mabinogi é uma espécie de enigma, embora pareça estar relacionada ao galês mab ou "filho, garoto". O professor Eric P. Hamp, todavia, sugere que mabinogi provém do nome da divindade celta Maponos, e originalmente se referia a assuntos pertinentes àquele deus. "Mabinogi" originalmente se aplicava somente aos Quatro Ramos (veja abaixo), os quais especula-se serem derivados de tradições mais antigas. Cada um dos quatro contos termina com um colofão que diz "assim termina este ramo do mabinogi" (ou, por outro lado, "mabynogyon", como foi explicado acima).

## Histórico
As histórias do Mabinogion aparecem em dois manuscritos medievais galeses, o Livro Branco de Rhydderch (Llyfr Gwyn Rhydderch), escrito em cerca de 1350, e o Livro Vermelho de Hergest (Llyfr Coch Hergest) escrito por volta de 1382-1410, embora fragmentos destes contos tenham sido preservados em manuscritos anteriores do século XIII. Os estudiosos concordam que os contos são mais antigos do que os manuscritos existentes, mas discordam sobre o quanto mais velhos seriam. Parece mais provável que diferentes textos contidos no Mabinogion se originaram em épocas diferentes. O debate tem sido focado na datação dos Quatro Ramos do Mabinogi. Sir Ifor Williams sugeriu uma data anterior a 1100, baseado em argumentos lingüísticos e históricos, apesar de posteriormente Saunders Lewis expor vários argumentos que levam a um período entre 1170 e 1190; T.M. Charles-Edwards, numa dissertação publicada em 1970, discutiu os pontos fortes e fracos de ambos os pontos-de-vista, e embora sendo crítico quanto aos argumentos de ambos os estudiosos, observou que a linguagem empregada nas histórias melhor se adaptam ao período entre 1000 e 1100, embora muito mais trabalho quanto a isso seja necessário. Mais recentemente, Patrick Sims-Williams argumentou quanto a uma faixa plausível entre 1060 e 1200, e este parece ser o consenso corrente entre os estudiosos.
A questão da data do Mabinogion é importante porque se puder ser demonstrado que ele foi escrito antes da Historia Regum Britaniae de Geoffrey de Monmouth, então o valor destas histórias como evidência para o folclore e cultura primitivos de Gales é muito mais forte.

## As histórias

### Os Quatro Ramos do Mabinogi
Os Quatro Ramos do Mabinogi são as histórias mais mitológicas contidas na coletânea Mabinogion. Pryderi aparece em todas as quatro, embora nem sempre como personagem central.
- Pwyll, Príncipe de Dyfed fala dos pais de Pryderi, de seu nascimento, perda e recuperação.
- Branwen, Filha de Llyr fala principalmente do casamento de Branwen com o rei da Irlanda. Pryderi aparece, mas não desempenha um papel de destaque.
- Manawyddan, filho de Llyr fala do retorno ao lar de Pryderi com Manawydan, irmão de Branwen, e das desventuras que lá se seguem.
- Math, filho de Mathonwy fala principalmente de Math ap Mathonwy e Gwydion, que entram em conflito com Pryderi.

### Os contos nativos
Também incluídos na compilação de Lady Guest estão cinco histórias da tradição e lenda galesa:
- Magno Máximo (O sonho de Macsen Wledig)
- Lludd e Llefelys
- Culhwch e Olwen
- O sonho de Rhonabwy
- Taliesin

Os contos Culhwch e Olwen e O sonho de Rhonabwy têm despertado o interesse dos estudiosos porque preservam antigas tradições do Rei Artur. O conto O sonho de Macsen Wledig é uma história romanceada sobre o imperador romano Magno Máximo. A história de Taliesin é uma composição posterior, não inclusa nos livros Branco e Vermelho, que traduções mais recentes preferiram omitir.

### Os romances
Três contos são Romances galeses, versões galesas dos contos arturianos que também aparecem no trabalho de Chrétien de Troyes. Os críticos têm debatido se os romances galeses são baseados nos poemas de Chrétien ou se derivam de um original em comum. Embora pareça provável que os romances sobreviventes derivem, direta ou indiretamente, de Chrétien, é provável que ele, por sua vez, tenha baseado seus contos em fontes célticas mais antigas.
- Owain, ou a Dama da Fonte
- Peredur, filho de Efrawg
- Geraint e Enid

### Traduções
- FORD, Patrick K. The Mabinogi and Other Medieval Welsh Tales. Berkeley: University of California Press, 1977. ISBN 0520034147 (Inclui "Taliesin" mas omite  "The Dream of Rhonabwy", "The Dream of Macsen Wledig" e os três romances arturianos)
- GANTZ, Jeffrey. Trans. The Mabinogion. Londres e Nova York: Penguin Books, 1976. ISBN 0140443223. (Omite "Taliesin")
- GUEST, Lady Charlotte. The Mabinogion. Dover Publications, 1997. ISBN 0486295419 (Guest omite passagens que somente uma dama vitoriana consideraria censuráveis. Esta edição em particular omite todas as notas de Guest.)
- JONES, Gwyn e Jones, Thomas. The Mabinogion. Everyman's Library, 1949; revisado em 1989, 1991. (Omite "Taliesin")
  - JONES, George (Ed), edição de 1993, Everyman S, ISBN 0460872974;
  - Edição de 2001, (Prefácio de John Updike), ISBN 0375411755;

### Textos e edições galeses
- Branwen Uerch Lyr. Ed. Derick S. Thomson. Medieval and Modern Welsh Series Vol. II. Dublin: Dublin Institute for Advanced Studies, 1976. ISBN 1855000598
- Culhwch and Olwen: An Edition and Study of the Oldest Arthurian Tale. Rachel, Bromwich e D. Simon Evans. Eds. e trad. Aberystwyth: University of Wales, 1988; Segunda edição, 1992.
- Cyfranc Lludd a Llefelys. Ed. Brynley F. Roberts. Medieval and Modern Welsh Series Vol. VII. Dublin: Dublin Institute for Advanced Studies, 1975.
- Llyfr Gwyn Rhydderch. Ed. J. Gwenogvryn Evans. Cardiff: University of Wales Press, 1973.
- Pedeir Keinc y Mabinogi. Ed. Ifor Williams. Cardiff: University of Wales Press, 1951. ISBN 0708314074
- Pwyll Pendeuic Dyuet. Ed. R. L. Thomson. Medieval and Modern Welsh Series Vol. I. Dublin: Dublin Institute for Advanced Studies, 1986. ISBN 1855000512